# Такой же храбрый, как ты
As Brave As You (дословно — «Такой же храбрый, как ты») — роман для подростков, написанный Джейсоном Рейнольдсом и опубликованный 3 мая 2016 года издательством Atheneum Books.
В книге повествуется о двух братьях-афроамериканцах, происходящих из Бруклина, которых отправляют в Виргинию провести лето у дедушки.
В 2016 году книга получила премию Киркуса, а в 2017 году премию NAACP Image за выдающееся литературное произведение для молодёжи / подростков и премию Schneider Family Book Award (2017).

## Критика
As Brave As You получил отзывы от Kirkus Reviews, Booklist, Shelf Awareness и School Library Journal, пятизвёздочный отзыв от Common Sense Media и положительные отзывы от The Horn Book Magazine, The Bulletin of the Center for Children's Books и Publishers Weekly. В «Вашингтон пост» Мэри Кваттлбаум заявила: «Рейнольдс ловко сочетает юмор и сердце через живой диалог и точную динамику брата и сестры».
В статье для журнала School Library Journal Луанн Тот назвала роман «богато реализованной историей о жизни и потерях, мужестве и благодати, а также о том, что нужно, чтобы быть мужчиной. Несмотря на то, что он немного длинноват, он легко читается и будет оценён широкой аудиторией».
Нью-Йоркская публичная библиотека, Kirkus Reviews , Shelf Awareness, Центр изучения мультикультурной детской литературы, The Washington Post и School Library Journal назвали As Brave As You одной из лучших книг года.